# L'Invité (pièce de théâtre)
Pour les articles homonymes, voir L'Invité.
L'Invité est une pièce de théâtre de David Pharao, créée le 26 septembre 2003 au Théâtre Édouard VII.

## Distribution
- Gérard Morel : Patrick Chesnais
- Colette Morel : Évelyne Buyle
- Alexandre Chardenoux : Philippe Khorsand
- Pontignac : Grégoire Bonnet

## Théâtre Édouard VII
Du 26 septembre 2003 au 4 janvier 2004.
- Mise en scène : Jean-Luc Moreau ; assistante à la mise en scène : Mathilde Penin
- Décor : Nicolas Sire ; assistante décor : Chloé Cambournac
- Costumes : Christine Bernadet

## Théâtre des Mathurins
Du 16 janvier 2004 au 2 juillet 2004.

## Diffusion
La pièce est diffusée le 26 avril 2016 à 20 h 55 sur France 2, en direct du théâtre Montparnasse avec le retour de Patrick Chesnais et d'Evelyne Buyle dans les rôles principaux mais de nouveaux comédiens pour les autres personnages :
- Gérard Morel : Patrick Chesnais
- Colette Morel : Évelyne Buyle
- Alexandre Chardenoux : Laurent Gamelon
- Pontignac : Grégoire Bonnet

Elle réunit 3 653 000 téléspectateurs, avec 16 % de part d'audiences.

## Adaptation au cinéma
Un film adapté de la pièce sort en 2007 ; il est réalisé par Laurent Bouhnik.